# Gerard Parkes
Pour les articles homonymes, voir Parkes.
Gerard Parkes, né le 16 octobre 1924 à Dublin et mort le 19 octobre 2014 (à 90 ans) à Toronto, est un acteur canadien, d'origine irlandaise. Il est principalement connu pour son rôle de Doc dans la série télévisée pour enfants Fraggle Rock, de Jim Henson, le créateur des Muppets. 

## Biographie
Natif de Dublin en Irlande, il déménage à Toronto après la fin de la Seconde Guerre mondiale. Sa carrière débute à la radio, sur les ondes de CBC Radio. Elle évolue par la suite vers des rôles au théâtre, dans des séries télévisées et des films. 
Il apparaît dans une série d'aventure, The Forest Rangers, diffusée sur CBC TV, mais il se fait surtout connaître pour ses rôles dans les émissions pour enfants, comme Le Vagabond et Shining Time Station. 
C'est surtout pour son interprétation de Doc, un inventeur affable, qu'il se fait connaître, dans la célèbre série créée par Jim Henson, Fraggle Rock. Unique personnage humain de l'émission, il est présent au cours des cinq saisons que compte la série. Il est le maître d'un chien, Sprocket, qui est au courant de l'existence des Fraggles, d'étranges créatures hirsutes, disposées au rire et aux jeux. Parkes reprend le rôle de Doc dans le film A Muppet Family Christmas en 1987. Curieusement, il joue un personnage du même nom dans le film Les Anges de Boston (1999) et sa suite Les Anges de Boston 2 (2009).
Tout au long de sa carrière, il reçoit de nombreux prix. En 1968, Parkes remporte le Palmarès du film canadien du meilleur acteur pour son interprétation de l'Oncle Matthew dans le film Isabel.
Marié à Sheelagh Norman, Gerard Parkes décède dans une maison de retraite de Toronto le 19 octobre 2014, soit trois jours après son quatre-vingt dixième anniversaire.

## Filmographie

### Cinéma
- 1964 : David Thompson: The Great Mapmaker (court-métrage) : Duncan McGillivray
- 1968 : A Great Big Thing : Appie
- 1968 : Isabel : Oncle Matthew
- 1969 : The First Time : Charles
- 1971 : Fleur bleue : Le professeur
- 1973 : La lunule
- 1974 : Running Time : le fils de la vieille femme
- 1976 : Second Wind : Packard
- 1977 : Who Has Seen the Wind : Oncle Sean
- 1981 : Gabrielle : Professeur Saunders
- 1983 : Spasmes (Spasms) de William Fruet  : Capt. Novack
- 1987 : La ligne de chaleur
- 1988 : Appelez-moi Johnny 5 : le prêtre (crédité Gerry Parkes)
- 1989 : Calendrier meurtrier : le Révérend
- 1989 : Le marchand d'armes : Wilson
- 1989 : Speaking Parts : Père
- 1989 : Adieu mon hiver : Grampa Jack
- 1991 : Money (film) Money : Henry Clay Adams
- 1991 : The Adjuster : Tim
- 1994 : Descente à Paradise : Père Gorenzel
- 1995 : Papa, j'ai une maman pour toi : St. Bart's Priest (crédité Gerrard Parkes)
- 1996 : Mother Night : Père Patrick Keeley
- 1999 : Les Anges de Boston : Doc
- 2000 : Deeply : Oncle Peat (crédité Gerard Parks)
- 2004 : Ralph : Longboat
- 2009 : Les Anges de Boston 2 : Doc

### Télévision
- 1960 : General Motors Presents (série télévisée) : épisode The Man Who Stole the Blarney Stone
- 1963 - 1965 : The Forest Rangers (série télévisée) :  Michael Flynn (épisode The Dog) / Charlie Appleby (épisodes The Bush Pilot, Interchangeable Parts, The Ojibway Beat et Shipment X) / Flynn (épisodes Uncle Raoul and the Moose et Unjust World)
- 1966 : Seaway (série télévisée) : Cook (épisode Trial by Fire) / Timothy (épisode Over the Falls)
- 1967 : Barney Boomer (TV) : Sam Oliver
- 1968 : Upside Town/Swingaround (série télévisée) : Sam Oliver
- 1969 : Adventures in Rainbow Country (série télévisée) : Ed Reynolds (épisode Night Caller)
- 1970 : Play for Today (série télévisée) : Walter Denning (épisode The Write-Off)
- 1974 : The National Dream: Building the Impossible Railway (mini-série télévisée) : Edward Blake
- 1977 : Bethune (TV) : Dr. MacCacken
- 1978 : King of Kensington (série télévisée)
- 1978 - 1979 : A Gift to Last (série télévisée) : James Sturgess (épisode The Immigrants et The Old and the New)
- 1979 : An American Christmas Carol (TV) : Jessup
- 1980 : Home Fires (TV) : Dr. Arthur Lowe
- 1981 : Le Vagabond (série télévisée) : Dr. Cobourne (épisode The Day of the Fugitive)
- 1981 : Cagney et Lacey : Capitaine Wells (épisode Pilot)
- 1984 : Le duel des héros (TV) : Circuit Judge Fawcett
- 1985 : Seeing Things (série télévisée) : Juge Bean (épisode Fortune and Ladies' Eyes)
- 1985 : Brigade de nuit (série télévisée) : Richard Brinsley (épisode Ancient Madness)
- 1985 : The Suicide Murders (TV) : Frank Bushmill
- 1985 : Jimmy Valentine (TV) : docteur de la prison
- 1986 : Today's Special (série télévisée) : Phil Phenelli (épisode Phil's Visit)
- 1987 : Fight for Life (TV) : Père Robert Hunt
- 1987 : Fraggle Rock (série télévisée) : Doc (96 épisodes)
- 1987 : A Muppet Family Christmas (TV) : Doc (crédité Gerry Parks)
- 1988 : Glory Enough for All (TV) : Duncan Graham (crédité Gerard Parks)